# Burger Höhe
Burger Höhe, früher meist Burgerhöh(e) genannt, ist eine Ortslage in der bergischen Großstadt Solingen. 

## Lage und Beschreibung
Burger Höhe befindet sich in abgeschiedener Lage im Südosten des Solinger Stadtbezirks Burg/Höhscheid. Er befindet sich nordwestlich von Unterburg entlang der Landesstraße 407, die die Krahenhöhe mit Burg an der Wupper verbindet. Die Landesstraße 407, die auch vom Oberleitungsbus 683 der Stadtwerke Solingen befahren wird, trägt im Bereich des Ortes den Namen Burger Höhe. Der Ort selbst besteht nur aus einzelnen Gebäuden. Nördlich befindet sich der Solinger Stadtwald, der bis 1974 die Stadtgrenze zwischen Solingen und Burg markierte. Südlich an der Wupper liegt das Klärwerk Burg. Östlich befinden sich die Ringwallanlage Galapa sowie der städtische Burg-Friedhof, bis 2015 ein evangelischer Friedhof.
Benachbarte Orte sind bzw. waren (von Nord nach West): Wiesenkotten, Unterburg, Höhrath, Schwarzwaager Kotten, Strohnerhöh, Strohn und Jagenberg.

## Geschichte
Der Ort entstand in der ersten Hälfte des 19. Jahrhunderts als Einzelsiedlung an der 1823/24 ausgebauten Chaussee zwischen Solingen über Krahenhöhe nach Burg.:1 Die Chaussee nach Solingen führte direkt durch den Ort Burger Höhe, der Ort blieb aber aufgrund seiner Lage am Stadtrand nur dünn besiedelt. Die Topographische Aufnahme der Rheinlande von 1824 verzeichnet den Ort noch nicht, während die Preußische Uraufnahme von 1844 an seiner Stelle bereits eine Bebauung zeigt. Die topografischen Karten seit Anfang des 20. Jahrhunderts bezeichnen den Ort als Burgerhöhe.
Der Ort gehörte zur Bürgermeisterei Burg im Kreis Lennep. Im Jahr 1832 ist Burgerhöhe eine der damals neun Ortslagen der Bürgermeisterei Burg; sie zählte zu dieser Zeit sechs Einwohner. 1850 und 1864 zählte der Ort 11 Einwohner. 1970 wurden 6 Einwohner gezählt.:1 Die Bürgermeisterei Burg erhielt 1856 das Stadtrecht und gehörte ab 1929 dem Kreis Solingen-Lennep an (ab 1931 Rhein-Wupper-Kreis genannt).
Im Zuge des Düsseldorf-Gesetzes wurde die Ortslage Burger Höhe zum 1. Januar 1975 mit der Stadt Burg an der Wupper in die Stadt Solingen eingemeindet.